# Cervonopillea, Bereznehuvate
Cervonopillea (în ucraineană Червонопілля) este un sat în așezarea urbană Bereznehuvate din regiunea Mîkolaiiv, Ucraina.

## Demografie
Componența lingvistică a localității Cervonopillea
     Ucraineană (84,79%)
     Rusă (6,45%)
     Belarusă (3,69%)
     Română (1,38%)
     Alte limbi (0,46%)
Conform recensământului din 2001, majoritatea populației localității Cervonopillea era vorbitoare de ucraineană (84,79%), existând în minoritate și vorbitori de rusă (6,45%), belarusă (3,69%) și română (1,38%).